# Дерево життя (панно)
«Дерево життя» — мозаїчне панно, створене 1967 року у Маріуполі Аллою Горською з групою співавторів, до якої входили художники Віктор Зарецький, Галина Зубченко, Борис Плаксій, Григорій Пришедько, Василь Прахнін та Надія Світлична.  Митці прибули до Маріуполя та менш ніж за два місяці створили в ресторані «Україна» дві мозаїки: «Дерево життя» та «Боривітер».
Під час капітального ремонту (2008 рік) ресторану «Україна», збудованого ще до Другої світової війни, за однією зі стін знайшли два мозаїчні панно. Ці роботи створила група українських монументалістів на чолі з художницею-дисиденткою, однією з засновниць руху шістдесятників,— Аллою Горською.
Маріупольські дослідники монументального мистецтва Іван Станіславський та Олександра Чернова з часом назвуть роботи Боривітер та Дерево життя найціннішими в місті.
2022 року, за інформацією Івана Станіславського, обидва панно було зруйновані внаслідок обстрілів російськими військами.

## .Примітки
1. ↑  Мозаїки «Дерево життя» та «Боривітер». Український інститут (укр.). Процитовано 28 травня 2023.
2. ↑  Мозаїки «Дерево Життя» та «Боривітер» Алли Горської у Маріуполі зруйновані. umoloda.kyiv.ua (укр.). Процитовано 28 травня 2023.